# أحمد رضا اجديرة
أحمد رضا كديرة (22 يونيو 1922 – 14 ديسمبر 1995) محامي وسياسي مغربي ومستشار الملك الحسن الثاني، تقلد عدة مناصب وزارية.

## مسيرته
ولد أحمد كديرة سنة 1922، وكان والده بقالا بالرباط، ونشأ في وقت كان فيه المغرب يعيش تحت سلطة الحماية الفرنسية. أضاف 'رضا' إلى اسمه تأثرا بالمفكر محمد رشيد رضا، ونجح بعد صعوبة بالغة في امتحانات الباكالوريا، بسبب اهتمامه بكرة السلة من خلال فريق محلي، وكانت شهادة البكالوريا من جعلته يقطع علاقته بالرياضة، فدرس سنتين في معهد الدراسات العليا المغربية بالرباط، وانتقل إلى فرنسا ليحصل هناك على شهادة الإجازة، وليلتقي كذلك بزوجته الفرنسية الذي أثرّت على اهتمامه الكبير بالثقافة الفرنسية، وقد قرّر مغادرة الحي الجامعي بباريس بعد خلافات بينه وبين الطلبة الاستقلاليين أمثال محمد الدويري.
كان يؤيد فكرة خروج فرنسا سياسيا من المغرب، وبفضل علاقته مع محمد رشيد ملين، دخل اكديرة إلى المحيط الملكي، بعد تأسيسه لحزب الأحرار المستقلين سنة 1937 وضم اكديرة إليه. عان هذا الحزب من تضييق واسع من السلطات الفرنسية، كباقي الأحزاب المغربية. وبعد عودته من فرنسا فتح مكتب محاماة بزنقة 18 يونيو بالرباط، كانت أوّل قضية يُرافع فيها هي الدفاع عن صديقه رشيد ملين أمام سلطات الحماية سنة 1952م في وقت وصلت فيه العلاقة بين فرنسا والحركة الوطنية درجة بالغة من التشنج. اختلف اكديرة مع زعماء الاستقلال، بسبب صداقته القوية بولي العهد مولاي الحسن، هذا الأخير أحب فيه إخلاصه للملكية ومعرفته الواسعة بالثقافة الفرنسية، وكذلك مطالبته بوقف المقاومة المسلحة بعد عودة محمد الخامس، فبالنسبة لاكديرة، عودة الملك إلى شعبه تساوي الاستقلال ولا حاجة للمغرب بجيش التحرير بعد ذلك حسب المؤرخ عبد الرحيم الورديغي.

### بعد الاستقلال
سنة 1955 كان ضمن الوفد المغربي في مفاوضات إيكس ليبان بقيادة مولاي الحسن. في 7 ديسمبر 1955، أثناء تشكيل الحكومة المغربية الأولى، حكومة البكاي بن مبارك الأولى، عين وزيرا للدولة للتفاوض مع الحكومة الفرنسية والإسبانية على استقلال المغرب إلى جانب ثلاثة وزراء دولة آخرين وهم عبد الرحيم بوعبيد، محمد الشرقاوي وإدريس المحمدي.
استطاع الضغط على الحركة الوطنية وإخضاع جيش التحرير، وهو ما أدخله في حرب ضروس مع قيادة حزب الاستقلال، الذي كان يريد إبقاء جيش التحرير مستقلا عن أي مؤسسة. حصلت وزارة اكديرة على مساعدة مالية من فرنسا لإنشاء القوات المسلحة الملكية، واستنجد بإطارات فرنسية خبيرة لإنهاء هيمنة جيش التحرير، الذين لم يجدوا حرجا في نعته ب«رجل فرنسا الأول».
وفي حكومة بلافريج، تم تعيينه وزيرا للإعلام. كصديق لولي العهد مولاي الحسن، استطاع لعب دورا كبير في تأسيس جبهة الدفاع عن المؤسسات الدستورية الذي اشتهر باسم «الفيديك» FDIC، والذي أسسه في 20 مارس 1963 أثناء سفر الحسن الثاني للولايات المتحدة الأمريكية، حيث عقد أحمد رضا كديرة، المدير العام للديوان الملكي، ندوة صحفية موضحا فيها أن الغاية من تأسيس هذه الجبهة هي تجنيد جميع قوى البلاد وراء الملك وصيانة الدستور وإحداث ديمقراطية حقيقة وحماية القيم والمثل العليا التي أقرها الشعب من خلال الدستور. الأمر الذي سمح لأحزاب الحركة الشعبية وحزب الشورى، ليجعل منها مكونات سياسية في صف القصر، تقف ضد الاشتراكيين. وكان الفيديك يجسد نخبة تكنوقراطية تمثل المشروع الاستعماري الموؤود، التي وصفها المفكر محمد عابد الجابري ب «القوة الثالثة».
وفي عهد حكومة عبد الله إبراهيم، كان أحمد رضا اكديرة قد تحول إلى ديوان الأمير مولاي الحسن ما بين 1958 و1959. واستطاع اكديرة اسقاطها من خلال تأسيس جريدة ليفار. اعتبر إسقاط حكومة عبد الله إبراهيم اجهازا على آخر قلاع مقاومة مشروع القوة الثالثة، فقد تم تجنيد العناصر الليبرالية، وعلى رأسها أحمد رضا كديرة، الذي أشار إلى ضرورة الإبقاء على الملكية التنفيذية وتمكين الحسن الثاني من جميع السلطات. وسيعترف اكديرة لاحقا سنة 1985 أنه تم تشكيل، برئاسة ولي العهد الحسن الثاني وعضوية آخرين، حكومة موازية للحكومة القائمة آنذاك، كان هدفها الأساسي هو إسقاط حكومة عبد الله إبراهيم. اعتبر اكديرة كل الأحزاب السياسية لا تتكون إلا على أساس المصلحة والطمع في الحكم، وهي دكتاتورية أكثر ما هي ديمقراطية، معتقدا أن الملكية وجبت أن تسود مغربيا متخلفا وغير قار، وحمل مشروعه الليبرالي فكرة تقوية العلاقات مع فرنسا وأمريكا ضد النخبة الوطنية آنذاك التي كانت في غالبيتها محافظة أو اشتراكية.
في 14 فبراير 1960 شنت السلطات حملة اعتقالات في صفوف قادة المقاومة وجيش التحرير بتهمة التآمر لاغتيال ولي العهد، وكان مصدر هذا الاتهام هو مقالات جريدة لي فار، التابعة لكديرة، قدم محمد بلعربي العلوي استقالته من وزارة التاج احتجاجا على هذه الاعتقالات، وتم أرشفة القضية لانعدام الأدلة والشهود.